# White Limo
White Limo è un singolo del gruppo musicale statunitense Foo Fighters, pubblicato il 25 marzo 2011 come secondo estratto dal settimo album in studio Wasting Light.
Nel 2012 ha vinto il Grammy Award alla miglior interpretazione hard rock/metal.

## Descrizione
Il brano è caratterizzato da chitarre distorte e dal cantato di Dave Grohl modificato attraverso un distorsore vocale.
Il brano è stato remixato da Liam Howlett dei The Prodigy nel 2011 ed è stato reso disponibile per l'ascolto a partire dal 16 ottobre dello stesso anno.

## Video musicale
Il video, diretto dallo stesso Grohl, è di carattere comico e ha visto la partecipazione del frontman dei Motörhead, Lemmy Kilmister. Quest'ultimo si trova a bordo di una limousine bianca e gira per la città a recuperare i vari componenti dei Foo Fighters, i quali suonano e si divertono all'interno della limousine. Successivamente si fermano in una piazzetta ed eseguono il brano. Verso la fine del brano, Lemmy e una donna (interpretata dalla moglie di Grohl) portano il gruppo, ormai svenuto per l'eccessiva ubriachezza, verso casa ma precipiteranno accidentalmente in un burrone.

## Tracce
1. White Limo – 3:22

## Formazione
- Dave Grohl – voce, chitarra
- Chris Shiflett – chitarra
- Pat Smear – chitarra
- Nate Mendel – basso
- Taylor Hawkins – batteria

## Classifiche
| Classifica (2011)          | Posizione massima |
| -------------------------- | ----------------- |
| Regno Unito (rock & metal) | 28                |